# 卡姆朗·瓦法
卡姆朗·瓦法（波斯語：کامران وفا，波斯語發音：[kɒːmˈrɒːn væˈfɒː]，1960年8月1日—），伊朗-美国弦理论家，哈佛大学教授。他获得了2008年狄拉克奖章和2016年基础物理学突破奖。

## 经历
1960年，瓦法出生于伊朗德黑兰。1977年，他毕业于厄尔布尔士高学校并赴美留学。他在麻省理工学院获得了物理学和数学双学士学位。1985年，他获得了普林斯顿大学博士学位，导师是爱德华威滕。之后，他成为哈佛大学的初级研究员，并获得了初级教职。1989年，他获得了哈佛大学的高级教职。目前，他是哈佛大学的Donner科学教授。